# 马蒂尼奥斯
马蒂尼奥斯是巴西巴拉那州的一个市镇。总面积117.064平方公里，总人口23968人，人口密度204.7人/平方公里。